# Pascal Leclaire
Pascal Leclaire (Repentigny, 7 novembre 1982) è un ex hockeista su ghiaccio canadese.

## Palmarès

### Mondiali
- 1 medaglia:
  - 1 argento (Canada 2008)